# Хатина у бавовнику
«Хатина у бавовнику» (англ. The Cabin in the Cotton) — американський кінофільм 1932 року, знятий Майклом Кертісом за однойменним романом Гаррі Гаррісона Кролла. У головній ролі — Річард Бартелмесс.

## Сюжет
Лейн Норвуд — власник бавовняних плантацій, по смерті Тома Блейка, одного зі своїх орендарів, піклується про освіту його сина Марвіна Блейка, з наміром у майбутньому взяти його до себе працювати. По закінченні школи Марвін стає бухгалтером і продавцем у крамниці Норвуда, й той наближає його до себе. «Тепер ти — один з нас, — говорить він Марвіну, — так що нічого тобі знатися з фермерами. Хоча, можеш навідуватися до них, аби дізнатися що в них на думці».
В очах фермерів Марвін — зрадник, вони впевнені, що той на боці свого хазяїна, у той час як Марвін не може вирішити, з ким йому бути. Так само в його особистому житті: він водночас захоплений Бетті, дочкою фермера Джо Райта, і Медж, дочкою Норвуда. Коли Марвін дізнається, що орендарі крадуть бавовну в Норвуда, він не виказує їх, бо знає про їхні важкі умови життя.
Медж запрошує Марвіна на святковий вечір у їхньому домі. Причаївшись під вікном, за бенкетом і танцями спостерігають дехто з бідних фермерів. Медж сповіщає Марвіна, що відтепер він буде жити в їхньому будинку, так хоче її батько. Марвін і Медж цілуються.
Прокурор Картер сповіщає Норвуда про вбивство власника сусідньої плантації одним з орендарів, починається велике полювання з собаками на втікача. Марвін з жахом спостерігає за лінчуванням нещасного. Фермери, обкладені непомірними боргами, підпалюють контору Норвуда, аби пожежа знищила бухгалтерські книги, у яких зафіксовано їхні займи. Норвуд впадає у відчай, бо вважає себе розореним, проте Марвін заспокоює його, — виявляється, всю бухгалтерію він вів у двох екземплярах і в нього лишилися копії.
Наступного дня Марвін дізнається, що синів його знайомого фермера Джейка Фішера заарештовано за підпал. Джейк розповідає Марвіну, що його батько загинув з вини Норвуда і просить знищити копії бухгалтерських документів. Марвін відмовляється і самостійно вивчивши їх, дізнається, що Норвуд приписав його батькові фіктивні борги, і той помер від непосильної праці, намагаючись розрахуватися з ним. Марвін обурюється й починає складати речі аби піти з дому Норвуда, та Медж вдається утримати його, зізнавшись йому в коханні.
За порадою прокурора Картера Марвін влаштовує зустріч власників плантацій і фермерів-орендарів, під час якої пропонує більш прийнятні умови контрактів між власниками й орендарями. Деякі з власників погоджуються на його пропозицію. Норвуд проти. Тоді Марвін погрожує йому викриттям його фінансових махінацій. Норвуд змушений погодитися. Врешті Марвін добивається, щоб усі підписали нові угоди, надіючись з цього моменту на кращі часи для всіх.

## У ролях
| Актор             | Роль          |
| ----------------- | ------------- |
| Річард Бартелмесс | Марвін Блейк  |
| Дороті Джордан    | Бетті Райт    |
| Бетті Девіс       | Медж Норвуд   |
| Гарді Олбрайт     | Роланд Ніл    |
| Девід Ландау      | Том Блейк     |
| Бертон Черчилль   | Лейн Норвуд   |
| Дороті Петерсон   | Лілі Блейк    |
| Рассел Сімпсон    | Джо Райт      |
| Таллі Маршалл     | Слік          |
| Генрі Волтхолл    | Клінтон       |
| Едмунд Бріз       | Голмс Скотт   |
| Джон Марстон      | Рассел Картер |
| Ервін Олдерсон    | Сток Фішер    |
| Вільям Ле Мейр    | Джейк Фішер   |